# Конхоїда Слюза

Конхоїда Слюза для деяких значень a

Конхо́їди Слю́за — це сімейство плоских кривих, які вивчав 1662 року Рене-Франсуа Валтер, барон де Слюз.
Криві задаються в полярних координатах рівнянням
{\displaystyle r=\sec \theta +a\cos \theta }.
У декартовій системі криві задовольняють рівнянню
{\displaystyle (x-1)(x^{2}+y^{2})=ax^{2}}
за винятком випадку a = 0, в якому крива має ізольовану точку (0,0), якої немає в полярному поданні кривої.
Криві є раціональними, коловими, кубічними плоскими кривими.
Вирази мають асимптоту x=1 (для a≠0). Точка, найвіддаленіша від асимптоти — (1+a,0). (0,0) є точкою самоперетину для a<−1.
Для {\displaystyle a\geq -1} ділянка між кривою і асимптотою має площу
{\displaystyle |a|(1+a/4)\pi }
Задля {\displaystyle a<-1} площа дорівнює
{\displaystyle \left(1-{\frac {a}{2}}\right){\sqrt {-(a+1)}}-a\left(2+{\frac {a}{2}}\right)\arcsin {\frac {1}{\sqrt {-a}}}.}
Якщо {\displaystyle a<-1}, крива має петлю. Площа петлі дорівнює
{\displaystyle \left(2+{\frac {a}{2}}\right)a\arccos {\frac {1}{\sqrt {-a}}}+\left(1-{\frac {a}{2}}\right){\sqrt {-(a+1)}}.}
Чотири криві з сімейства мають власні назви:
a = 0, пряма (асимптота для інших кривих сімейства),
a = −1, цисоїда Діокла,
a = −2, права строфоїда,
a = −4, трисектриса Маклорена.